# Scan Tailor
Scan Tailor (ST) (англ. scan — сканировать, tailor — портной) — компьютерная программа для обработки изображений, полученных при помощи сканера. Является кроссплатформенной программой и работает под управлением операционых систем Microsoft Windows, Linux и Mac OS X.
6 февраля 2014 года автор программы Иосиф Арцимович сообщил о поиске для нее нового разработчика; через несколько месяцев у программы появился новый сайт и разработчик — Нейт Краун (Nate Craun). Арцимович продолжил участие в форке проекта (ST Experimental).

## Возможности
Возможности программы:
- Исправление ориентации (поворот страниц).
- Разрезка страниц.
- Компенсация наклона (для горизонтального выравнивания строк).
- Выделение полезной области.
- Добавление полей и выравнивание размеров страниц.
- Очистка или выбеливание фона страниц, полные или частичные (без выбеливания изображений)
- Вывод изображений в TIFF для распознавания с сборки.

Автор программы поставил цель в максимальной степени упростить использование программы, автоматизировать процессы обработки изображений. Этим объясняется лаконичный интерфейс и минимальное количество настроек. Разработчик программы отметил:

Моё мнение состоит в том, что любая новая галочка в интерфейсе — это удар по простоте использования.

## Признание и награды
Приложение получило известность благодаря активности автора на профильном проекте DIYbookscanner.org, посвящённом оцифровке книг.
Высокий уровень программы был отмечен по итогам первого конкурса «Лучший свободный проект России» в 2009 году, проводимым журналом Linux Format.

## Форки
- Scan Tailor Advanced (STA) для Windows. Портативная версия для Linux.
- Scan Tailor Universal (STU) для Windows, Linux, Mac OS.
- Scan Tailor Experimental (STEX) с новыми функциями интеллектуальной обработки страниц от И.Арцимовича.
- Scan Tailor Deviant (STD) - гибрид семейства Universal (основа) и Experimental (выпрямление страниц). Направление развития - фотосканы.